# 目黒安希
目黒 安希（めぐろ あき、1998年5月25日 - ）は、日本の女子バレーボール選手である。

## 来歴
福島県郡山市出身。姉の影響で小学2年生からバレーボールを始める。
郡山女子大学附属高等学校、青山学院大学を経て、2020/21シーズン、V.LEAGUE DIVISION1 WOMEN（V1女子）に所属する埼玉上尾メディックスの内定選手となった。内定選手としてV Cupの試合に出場し、Vリーグデビューを果たした。
2021年、大学卒業後に、埼玉上尾メディックスに入団した。2021/22シーズン、V1女子の試合に出場し、リーグ戦でもデビューを果たした。
2022/23シーズン、V1女子開幕戦（NECレッドロケッツ戦）で初めてスタメンに抜擢され、チームの勝利に貢献した（アウトサイドヒッターとしてプレー）。リーグ4試合目のPFUブルーキャッツ戦ではVOM（V-leaguer Of the Match、試合で最も活躍した選手）を受賞した。

## 人物・エピソード
- 姉の目黒優佳（JTマーヴェラス）と妹の目黒愛梨（群馬グリーンウイングス[8]）もバレーボール選手である[9]。
- V1女子では姉の優佳との姉妹対決も実現した[10][11]。

## 所属チーム
- 郡山女子大学附属高等学校（2014-2017年）
- 青山学院大学（2017-2021年）
- 埼玉上尾メディックス（2021年-）

## 受賞歴
- 2019年 秋季関東大学女子1部バレーボールリーグ戦：レシーブ賞[12][13]

## 個人成績
V.LEAGUEの個人成績は下記の通り。
| 大会        | チーム      | 出場     | 出場        | アタック | アタック | アタック | アタック | バックアタック | バックアタック | バックアタック | バックアタック | アタック 決定本数 | ブロック | ブロック       | サーブ | サーブ         | サーブ   | サーブ | サーブ | サーブ   | サーブレシーブ | サーブレシーブ | サーブレシーブ | サーブレシーブ | 総得点      | 総得点      | 総得点   | 総得点      |
| ----------- | ----------- | -------- | ----------- | -------- | -------- | -------- | -------- | -------------- | -------------- | -------------- | -------------- | ----------------- | -------- | -------------- | ------ | -------------- | -------- | ------ | ------ | -------- | -------------- | -------------- | -------------- | -------------- | ----------- | ----------- | -------- | ----------- |
| 大会        | チーム      | 試 合 数 | セ ッ ト 数 | 打 数    | 得 点    | 失 点    | 決 定 率 | 打 数          | 得 点          | 失 点          | 決 定 率       | セ ッ ト 平 均    | 得 点    | セ ッ ト 平 均 | 打 数  | ノ 丨 タ ッ チ | エ 丨 ス | 失 点  | 効 果  | 効 果 率 | 受 数          | 成 功 ・ 優    | 成 功 ・ 良    | 成 功 率       | ア タ ッ ク | ブ ロ ッ ク | サ 丨 ブ | 得 点 合 計 |
| V1 2020-21  | 埼玉上尾    | 5        | 6           | 13       | 4        | 2        | 30.8     | 0              | 0              | 0              | -              | 0.67              | 0        | -              | 12     | 0              | 1        | 0      | 4      | 16.7     | 23             | 8              | 4              | 43.5           | 4           | 0           | 1        | 5           |
| 通算：1大会 | 通算：1大会 | 5        | 6           | 13       | 4        | 2        | 30.8     | 0              | 0              | 0              | -              | 0.67              | 0        | -              | 12     | 0              | 1        | 0      | 4      | 16.7     | 23             | 8              | 4              | 43.5           | 4           | 0           | 1        | 5           |

## 出演

### YouTube
- 福テレ公式チャンネル『「きみこそ明日リート#38」郡山女子大学附属高校バレーボール部 目黒安希選手 バレーボール